# 史美琴
史美琴（1962年—），上海人，中国前女子跳水运动员。她曾获得1978年亚洲运动会跳水比赛女子3米跳板冠军。丈夫是游泳运动员郑健。